# Pat Steward
Pat Steward (Vancouver, 4 maggio 1962) è un batterista canadese.

## Gli inizi della carriera
Durante la sua carriera Steward ha suonato per diversi artisti fra cui Bryan Adams, Jann Arden, Matthew Good, Colin James e molti altri. All'inizio degli anni '80, Steward ed il suo amico Doug Elliott si esibirono insieme nella band ska Rubber Biscuit. In uno dei loro spettacoli, Steward è stato notato da Bryan Adams e reclutato per suonare e fare un tour per promuovere l'album di successo di Adams, Reckless. Tra le tante tappe del tour mondiale Reckless Tour, Steward si è esibito con Adams al Live Aid nel 1985 e nel Conspiracy of Hope Tour per Amnesty International nel 1986.
Durante la fine degli anni '80, Steward era richiesto come batterista in tournée e di sessione per Jimmy Barnes, John Eddie, Doug and the Slugs, Raymond May e altri. Una chiamata casuale nel 1994 dal vecchio amico Doug Elliott lo fece intervenire per sostituire il batterista in partenza Paul Brennan negli artisti della Warner Recording Odds. Elliott era stato un membro fondatore degli Odds e la band era a metà della registrazione del loro album di svolta commerciale Good Weird Feeling quando Steward si unì alla band. Steward avrebbe continuato a registrare, comporre e fare tournée con gli Odds fino alla loro pausa nel 1999. Dopo quel punto ha continuato a collaborare con i membri degli Odds Craig Northey e Doug Elliott in molte altre band: Stripper's Union, Northey Valenzuela e come "Craig Northey Potere Trio".
Insieme ad altri membri di Odds, ha spesso collaborato con i membri della compagnia comica canadese The Kids in the Hall. Ha suonato nelle colonne sonore del film Kids in the Hall Brain Candy e della miniserie Death Comes to Town. Ha anche suonato nell'album Drunk Baby Project del 2002 di Bruce McCulloch, membro di Kids in the Hall, e nella colonna sonora di un film da lui diretto, Dog Park (1998).
Steward iniziò anche un'associazione con il chitarrista canadese Colin James e registrò e fece tournée con James per la maggior parte di un decennio. I suoi compagni di band Odds alla fine si unirono a lui nella Colin James Band.
Nel 2003 Steward si è esibito nell'album Avalanche con il popolare rocker canadese Matthew Good. È stato in tour con Good e ha continuato con "White Light Rock & Roll Review" di Good del 2004 e Hospital Music del 2007.
Nel 2007 Odds si era riformato. Steward ha ripreso il suo ruolo nella band pur continuando come turnista. Nel 2008 gli Odds hanno pubblicato il loro quinto album, Cheerleader. Durante il tour e la registrazione con Odds, Steward si è anche inserito in un tour con i Payola $ riuniti (la band alt-rock di Bob Rock e Paul Hyde) e album per Colin James, Barney Bentall, Dustin Bentall, Bryan Adams, Jann Arden, Stripper's Union, Swan, Leeroy Stagger, Wil e Ridley Bent. Odds ha pubblicato l'album The Most Beautiful Place On Earth nel febbraio 2013.
Steward è anche impegnato come clinico e, attraverso la sua associazione con la compagnia di tamburi Sonor e la compagnia di piatti Sabian, insegna spesso e parla di quello che fa.
Dall 2021 ad'oggi, il batterista Pat Steward si è unito alla band di supporto per il So Happy It Hurts Tour, mentre Mickey Curry è rimasto a casa con la sua famiglia durante la pandemia di COVID-19.

## Discografia
- 1984: Bryan Adams: Reckless[4]
- 1991: Chrissy Steele: Magnet to Steele
- 1992: Doug and the Slugs: Tales from Terminal City[4]
- 1991: Odds: Neopolitan[4]
- 1993: Odds: Bedbugs[4]
- 1995: Odds: Good Weird Feeling[4]
- 1996: Odds: Nest[4]
- 1999: Sharkskin: Sharkskin[4]
- 2000: David Gogo: Change of Pace[4]
- 2000: Odds: Singles Album[4]
- 2001: Camille Miller: She Knows[4]
- 2001: Wyckham Porteous: Sexanddrinking[4]
- 2002: Allen Dobb: Bottomland[4]
- 2002: Doug Cox: Stay Lazy[4]
- 2002: Bruce McCulloch: Drunk Baby Project[4]
- 2003: Matthew Good: Avalanche[4]
- 2003: Northey Valenzuela: Northey Valenzuela[4]
- 2004: Matthew Good: White Light Rock & Roll Review[4]
- 2005: Bryan Adams: Anthology[4]
- 2005: Odds: Essentials[4]
- 2005: Colin James: Limelight[4]
- 2005: Stripper's Union: Stripper's Union Local 518[4]
- 2006: Barney Bentall: Gift Horse[4]
- 2007: Id Guinness: Cure for the Common Crush[4]
- 2007: Wil: By December[4]
- 2007: Faber Drive: Seven Second Surgery
- 2007: Matthew Good: Hospital Music[4]
- 2007: Ridley Bent: Buckles and Boots[4]
- 2008: Bryan Adams: 11[4]
- 2008: Cameron Latimer: Fallen Apart[4]
- 2009: Dustin Bentall: Six Shooter[4]
- 2009: Odds: Cheerleader[4]
- 2009: Leeroy Stagger: Everything is Real[4]
- 2009: Colin James: Rooftops and Satellites[4]
- 2010: Ridley Bent: Rabbit on My Wheel[4]
- 2010: Swan: Salt March[4]
- 2011: Stripper's Union: The Deuce [4][6]
- 2011: Small Sins: Pot Calls Kettle Black[4]
- 2011: David Gogo: Soul-Bender[4]
- 2011: Whitehorse: Whitehorse[4]
- 2013: Odds: the Most Beautiful Place on Earth[4]
- 2013: Matthew Good: Arrows of Desire[7]
- 2022: Bryan Adams: So Happy It Hurts